# Kevin Mitchell (baseball)
Pour les articles homonymes, voir Kevin Mitchell et Mitchell.
Kevin Darnell Mitchell (né le 13 janvier 1962 à San Diego, Californie, États-Unis) est un ancien joueur professionnel de baseball. Sa carrière de 13 saisons dans les Ligues majeures de baseball est jouée de 1984 à 1998. Il passe aussi une saison au Japon en 1995.
Il est nommé joueur par excellence de la Ligue nationale en 1989, au terme d'une saison avec les Giants de San Francisco où il mène le baseball majeur pour les circuits, les points produits et la moyenne de puissance, remporte un Bâton d'argent et honore la première de deux sélections en deux ans au match des étoiles. Il évolue en tant que joueur de troisième but en début de carrière, puis presque exclusivement comme joueur de champ extérieur à partir de la saison 1989. À sa première saison complète dans les majeures, Mitchell fait aussi partie de l'équipe des Mets de New York championne de la Série mondiale 1986.

## Carrière

### Mets de New York
Kevin Mitchell signe son premier contrat professionnel en 1980 avec les Mets de New York et joue son premier match dans le baseball majeur avec cette équipe le 4 septembre 1984. Après 7 matchs joués en 1984, il revient dans les majeures en 1986 pour jouer sa saison recrue, au cours de laquelle il évolue à 6 positions différentes sur le terrain, incluant les 3 postes du champ extérieur. Avec 12 circuits et une moyenne au bâton de ,277 en 108 matchs des Mets durant la saison régulière, il termine 3e du vote désignant la recrue de l'année dans la Ligue nationale.
Mitchell fait partie de l'équipe des Mets de New York championne de la Série mondiale 1986. Dans le dramatique sixième match de la série finale, Mitchell entre en jeu comme frappeur suppléant en 10e manche, réussit un simple et marque sur un mauvais lancer de Bob Stanley le point qui crée l'égalité 5-5 dans un match que les Mets remportent 6-5 sur les Red Sox de Boston, avant de savourer le titre deux jours plus tard.
Après cette première saison cependant, Mitchell est échangé aux Padres de San Diego, l'équipe de sa ville natale. Le 11 décembre 1986, les Mets transfèrent Mitchell et les joueurs de champ extérieur Shawn Abner et Sean Jefferson à San Diego en retour du voltigeur Kevin McReynolds et du lanceur gaucher Gene Walter.

### Giants de San Francisco
Le séjour de Mitchell à San Diego est de courte durée puisque durant cette première et seule saison là-bas, les Padres, club de dernière place en 1987, l'échangent aux Giants de San Francisco, alors impliqués dans une course au championnat qui les mène à leur premier titre de la division Ouest de la Ligue nationale en 16 ans. Avec les lanceurs gauchers Dave Dravecky et Craig Lefferts, Mitchell passe de San Diego à San Francisco le 5 juillet 1987, en échange du lanceur droitier Mark Grant, des lanceurs gauchers Mark Davis et Keith Comstock, et du joueur de troisième but Chris Brown.
Mitchell termine la saison 1987 avec 22 circuits et 70 points produits en 131 matchs au total pour deux équipes. Il produit deux points avec un simple et un circuit lors du 5e match, remporté 6-3 par les Giants, de la Série de championnat 1987 de la Ligue nationale, mais San Francisco est éliminé par Saint-Louis.
Après une saison 1988 de 19 circuits et 30 points produits, Mitchell, qui jouait depuis son arrivée à San Francisco au troisième but, est déplacé de façon permanente au champ gauche à partir de la saison 1989.
Le 26 avril 1989, Mitchell réussit un jeu spectaculaire et inusité lorsqu'au champ gauche il capte une balle frappée par Ozzie Smith des Cardinals de Saint-Louis avec sa main nue, plutôt que d'utiliser son gant de baseball,,.
Kevin Mitchell est le joueur par excellence de la Ligue nationale en 1989. En 148 matchs, il maintient une moyenne au bâton de ,291 et une moyenne de présence sur les buts de ,388. Il mène tous les joueurs du majeures pour les circuits (47), les points produits (125), la moyenne de puissance (,635), l'OPS (1,023), le total de buts (345) et les buts sur balles intentionnels (32). Il reçoit un Bâton d'argent, soulignant les meilleurs joueurs offensifs de la Nationale à chaque position sur le terrain.
Les Giants remportent leur second titre de division en trois ans et éliminent en 5 matchs les Cubs de Chicago dans la Série de championnat 1989, une série au cours de laquelle Kevin Mitchell frappe 6 coups sûrs dont deux circuits, produit 7 points et maintient une moyenne au bâton de ,353. Il frappe ses deux circuits dans le second match de la série face aux Cubs. San Francisco perd la Série mondiale 1989 contre Oakland et, dans une série où les Giants sont limités à 8 points en 4 parties, Mitchell frappe pour ,294 de moyenne au bâton et cogne un circuit dans une cause perdante lors du dernier match de la finale.
Mitchell est invité deux fois au cours de sa carrière au match des étoiles de mi-saison, comme représentant des Giants en 1989 et 1990.
En 1990, il frappe 35 circuits et produit 93 points, tout en maintenant une moyenne au bâton de ,290 en 140 parties jouées. Ses statistiques sont sur le déclin en 1991, où il frappe 27 circuits et produit 69 points en 140 matchs.

### Mariners de Seattle
Avec le lanceur gaucher Mike Remlinger, Mitchell est échangé des Giants aux Mariners de Seattle le 11 décembre 1991 en retour des lanceurs droitiers Dave Burba, Michael Jackson et Bill Swift.

### Reds de Cincinnati
Le 17 novembre 1992, Seattle échange Mitchell aux Reds de Cincinnati contre le lanceur de relève gaucher Norm Charlton

### Dernières saisons
En 1995, Kevin Mitchell prend le chemin du Japon et joue une saison avec les Fukuoka Daiei Hawks de la Ligue Pacifique.
Mitchell revient dans les majeures en 1996 avec les Red Sox de Boston. Il est retourné aux Reds de Cincinnati par les Red Sox le 30 juillet 1996, et en échange Roberto Mejia, un joueur de deuxième but, prend le chemin de Boston. Il évolue pour les Indians de Cleveland en 1997 et les Athletics d'Oakland en 1998.

## Vie personnelle
Kevin Mitchell est un cousin de Keith Mitchell, qui joue dans la Ligue majeure de baseball dans les années 1990.

### Incidents et arrestations
Kevin Mitchell est l'objet d'une légende urbaine à la véracité jamais confirmée, et qui tire son origine d'une autobiographie de son ancien coéquipier des Mets de New York, Dwight Gooden. Heat, paru en 1999, fait état d'un incident où Mitchell aurait séquestré son amie de cœur, Gooden et un ami commun, les aurait menacé avec une arme blanche, avant de s'emparer du chat de la jeune femme et de lui couper la tête avec un couteau. Mitchell a toujours nié l'incident. Il confronte Gooden en personne en 2002 et celui-ci jure n'avoir jamais écrit cela. Mitchell est apparemment satisfait que Gooden nie avoir écrit ce passage dans sa propre autobiographie (les biographies d'athlètes sont souvent écrites par des écrivains fantômes) et considère l'incident clos. En 2014, dans une interview sur HuffPost Live, l'ancien coéquipier de Gooden et Mitchell, Darryl Strawberry, affirme que l'incident du chat s'est bel et bien produit, mais aucun des supposés témoins n'a confirmé la véracité de l'histoire. Les Mets de 1986 sont notoires pour avoir compté dans ses rangs plusieurs fêtards consommant alcool et drogues. Le gérant de l'équipe à cette époque, Davey Johnson, indique que l'équipe a échangé Mitchell après la saison 1986 car la direction avait présumé qu'ayant grandi entouré de gangs de rue à San Diego, il était une mauvaise influence sur Gooden et Strawberry, de jeunes athlètes dont la consommation de cocaïne n'était pas un secret. Selon Johnson et Gooden, Mitchell était au contraire une bonne influence sur ses deux coéquipiers, car sa familiarité avec les dangers potentiels de ce genre de vie lui permettait d'empêcher ses deux coéquipiers de se mettre dans le pétrin et à en quelque sort veiller sur eux.
En septembre 1988, Mitchell est accusé de violence conjugale par son amie de cœur, qui allègue que celui-ci l'a menacée avec une arme à feu. La poursuite civile est réglée hors-cour et Mitchell suit 24 sessions de thérapie portant sur la violence conjugale.
En septembre 1991, un homme décrit comme un invité à la résidence de Mitchell, Kyle Patrick Winters, est arrêté dans le terrain de stationnement des joueurs au Candlestick Park de San Francisco, où jouaient à l'époque les Giants, en lien avec le meurtre de Jerry Hartless, un agent de police de San Diego. Identifié comme membre d'un gang de rue, Winters fait avec 5 autres individus face à des accusations.
Dans la nuit du 30 novembre au 1er décembre 1991, Kevin Mitchell est arrêté à sa résidence de Chula Vista après la plainte d'une femme disant avoir été agressée par celui-ci. Mitchell, libéré moyennant une caution de 61 000 dollars, est accusé de viol, viol avec un « objet étranger », séquestration et voies de fait. La présumée victime, décrite comme une ancienne amie de cœur de Mitchell, cesse cependant de collaborer et les accusations doivent être abandonnées.
En 1999, Mitchell est arrêté dans le comté de San Diego pour avoir frappé son père durant une dispute au sujet du paiement d'un loyer.
Quelques années après la fin de sa carrière de joueur, Mitchell dirige une équipe de ligues mineures, les Crushers du comté de Sonoma (Sonoma County Crushers) et il est suspendu à plusieurs reprises pour divers incidents, notamment pour avoir frappé au visage un responsable (identifié comme un manager ou un propriétaire, selon les sources) d'une équipe adverse, ce qui entraîne sa suspension pour l'entière saison de baseball 2000.
En 2010, Mitchell est arrêté pour avoir attaqué un golfeur à Bonita, en Californie. Il est condamné en avril 2011 à trois ans de probation pour cet incident.